# 廣東教育六校聯盟
广东教育六校联盟是由广东省内六所知名的高级中等学校于2005年成立的联盟。其成员大多为广东省重点中学，包括：广州市第二中学、中山纪念中学、珠海市第一中学、東莞中學、深圳实验学校、惠州市第一中学。

## 六校联考
广东教育六校联盟每年联合组织多次模拟考试，在这六所学校的高三年级进行，并进行统一评卷。考试科目与高考一致。